# Paul Gutty
Paul Gutty, né le 4 novembre 1942 à Lyon et mort le 27 août 2006 à Brignoles (Var), est un coureur cycliste français, professionnel de 1969 à 1971.

## Biographie

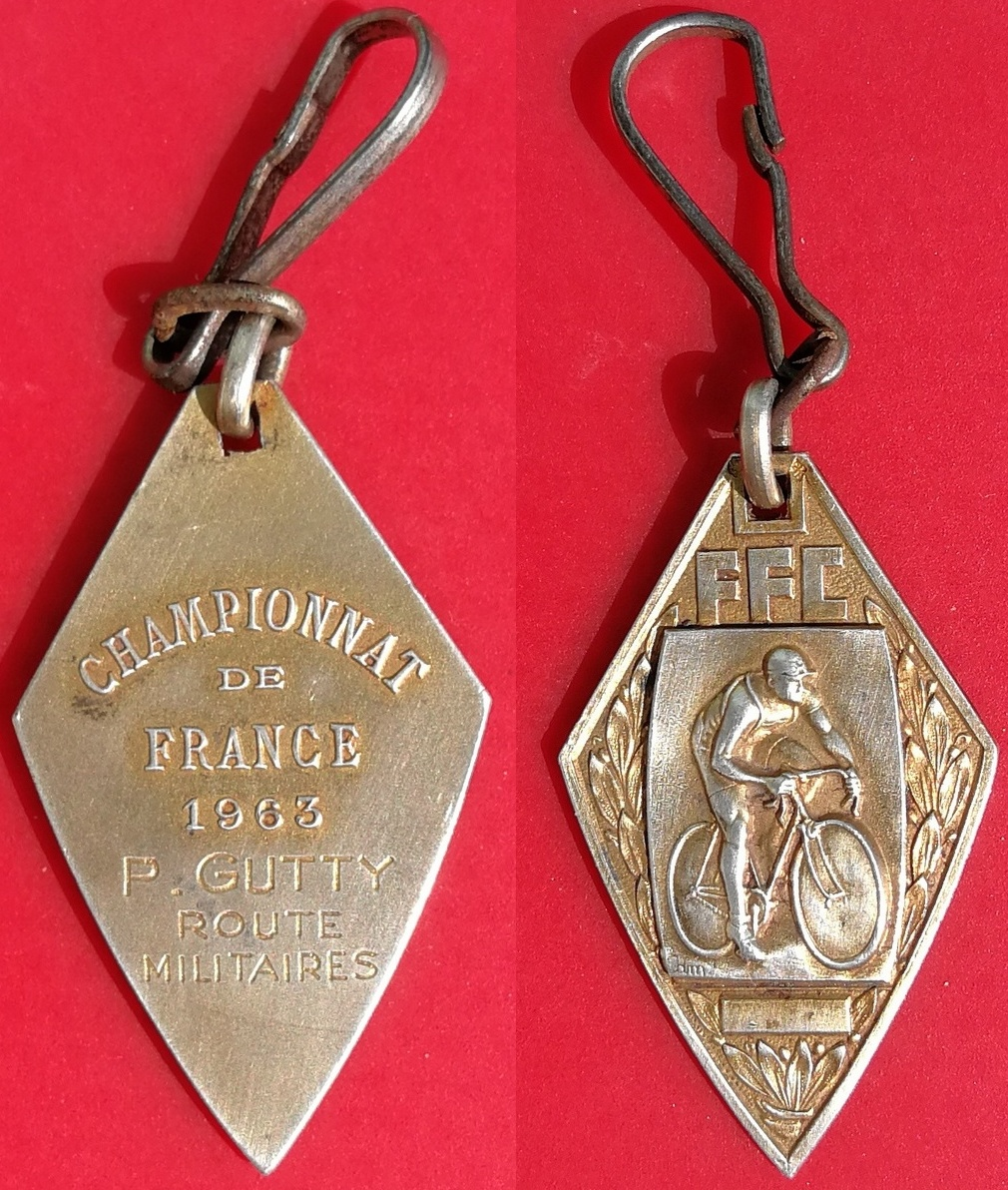
Médaille de Champion de France cycliste sur route des militaires 1963 attribuée à Paul Gutty - Collection privée Valjustrotinou

Paul Gutty passe seulement professionnel en juin 1969, à quelques mois de ses 27 ans. Il participe à son premier et unique Tour de France sous les couleurs de l'équipe Frimatic-de Gribaldy. Lors de la dernière étape de montagne, il se distingue dans l'ascension finale du Puy de Dôme en étant le dernier coureur à résister aux assauts d'Eddy Merckx, premier poursuivant derrière son coéquipier échappé Pierre Matignon. Troisième au sommet,, il se classe également dix-septième du classement général à Paris.
En 1970, vainqueur du championnat de France sur route, il est déclassé pour cause de dopage, comme le sera l'année suivante Yves Hézard et comme l'avait été Désiré Letort en 1967,.

## Palmarès
- 1962
  - Grand Prix de Vougy
- 1963
  -  Champion de France militaires
  - 2e du Grand Prix de Violay
  - 2e de la Polymultipliée lyonnaise amateurs
  - 3e du championnat de Bourgogne des sociétés
- 1964
  - Tour d'Anjou
  - Grand Prix de Violay
  - Polymultipliée lyonnaise amateurs
  - 2e du Grand Prix de Cours-la-Ville
  - 2e du Grand Prix de Châtel-Guyon
- 1965
  - Grand Prix d'Antibes
  - Polymultipliée lyonnaise
  - Grand Prix de Cours-la-Ville
  - Grand Prix de Violay
  - 2e d'Annemasse-Bellegarde-Annemasse
  - 2e du Circuit des Trois Provinces
  - 2e de Gênes-Nice
  - 2e du Tour des Alpes de Provence
  - 3e du Circuit de Saône-et-Loire
  - 3e de Nice-Mont Agel
- 1966
  - Grand Prix de Violay
  - Tour des Alpes de Provence :
    - Classement général
    - 2ea et 2eb étapes

  - Grand Prix des Foires d'Orval
  - Grand Prix de Nice
  - 2e du Grand Prix d'Aix-en-Provence
  - 2e du Grand Prix de Saint-Symphorien-sur-Coise
  - 3e du Tour de Catalogne
  - 7e de Paris-Nice
- 1967
  - Grand Prix de Saint-Tropez
  - Tour des Alpes de Provence
  - Tour de Corrèze :
    - Classement général
    - 2e étape (contre-la-montre)

  - Tour du Vaucluse
  - Polymultipliée lyonnaise
  - 4e étape du Tour du Morbihan
  - Grand Prix de Saint-Symphorien-sur-Coise
  - 2e du Circuit de Saône-et-Loire
  - 2e du Circuit des Monts du Livradois
  - 2e de la Polymultipliée
  - 2e du Grand Prix de Violay
  - 3e de la course de côte du mont Faron
- 1968
  - Grand Prix du Froid Caladois
  - Tour des Deux Savoie :
    - Classement général
    - 2ea étape (contre-la-montre)

  - 16e étape du Tour de São Paulo
  - 2e de la Ronde du Carnaval
- 1969
  - Tour du Limousin
  - 2e du Circuit de Saône-et-Loire
  - 2e du Circuit Gruet du Jura[5]
  - 6e du Critérium du Dauphiné libéré
- 1970
  - Grand Prix de Montauroux
  - Grand Prix de Cannes

## Résultats sur les grands tours

### Tour de France
1 participation
- 1969 : 17e